# 愛麗絲與特蕾絲的虛幻工廠
《愛麗絲與特蕾絲的虛幻工廠》是MAPPA制作的日本动画电影。于2023年9月15日上映。这是由岡田麿里编剧和导演的原创作品，小说在發行前于6月13日在角川文库出版。2023年11月26日，Netflix上傳PV，宣布海外於2024年1月15日Netflix獨家上線。

## 概要
本作的主要製作人員同為岡田麿里的首部執導作品《於離別之朝束起約定之花》的主要製作人員。本作為岡田麿里的第二部執導作品 。也是MAPPA的首部劇場動畫。

## 角色列表
菊入正宗（聲：榎木淳弥）
本作品的主角。初中三年级學生。
佐上睦實（聲：上田麗奈）
正宗的同學。
五實（聲：久野美咲）
神秘的女孩。
笹倉大輔（聲：八代拓）
正宗的同學
新田篤史（聲：畠中祐）
正宗的同學
仙波康成（聲：小林大紀）
正宗的同學
園部裕子（聲：齋藤彩夏）
睦實的朋友
原陽菜（聲：河瀨茉希）
睦實的朋友
安見玲奈（聲：藤井幸代）
睦實的朋友
佐上衛（聲：佐藤節二）
正宗的岳父，鋼鐵廠職員。且兼職担任見伏神社的住持。
菊入昭宗（聲：瀨戶康史）
正宗的父亲。鋼鐵廠員工。
菊入時宗（聲：林遣都）
正宗的叔叔。鋼鐵廠員工。
菊入美里（聲：行成とあ）
正宗的母親。

## 製作人員
- 劇本/監督 - 岡田麿里
- 副監督 - 平松禎史
- 角色設計 - 石井百合子
- 美術監督 - 東地和生
- 音樂 - 横山克
- 音響監督 - 明田川仁
- 音響制作 - dugout
- 主题曲 - 中島美雪《心音》
- 製作公司 - MAPPA [3]
- 發行 - 華納兄弟電影, MAPPA
- 製作 - 新見伏製鐵保存會

## 小说
岡田麿里導演親自編寫的小說於2023年6月13日由角川文庫發行。
- 岡田麿里《愛麗絲與特蕾絲的虛幻工廠》角川文庫，2023年6月13日發行[4]，ISBN 978-4-04-113774-1
  - 天闻角川（出品）新星出版社（出版），2024年9月，ISBN 978-7-5133-5727-2
  - 台灣角川，2024年11月25日，ISBN 978-626-400-648-4